# لیز دوست
لیز دوست(به انگلیسی: Lyse Doucet) (زادهٔ ۲۴ دسامبر ۱۹۵۸) یک روزنامه‌نگار کانادایی است که خبرنگار ارشد بین‌المللی بی‌بی‌سی است. او در رادیو وتلویزیون سرویس جهانی بی‌بی‌سی فعالیت دارد.
وی همچنین گزارشگر رادیو۴بی‌بی‌سی و اخبار بی‌بی‌سی جهانی در بریتانیا است و همچنین گزارش‌هایی برای برنامه نیوز نایت تهیه می‌کند.

## تحصیلات
دوست در بثرست، نیوبرانزویک، کانادا زاده شد. او در یک خانوادهٔ انگلیسی زبان بزرگ می‌شود. خواهر او آندرا دوست استاد کانادایی جامعه‌شناسی است. او هم چنین اصل و تبار ایرلندی نیز دارد لیز دوست در سال ۱۹۸۰لیسانس هنر خود از دانشگاه سلطنتی کینگستون دریافت کرد. او مدرک کارشناسی ارشد خود را در زمینه روابط بین‌الملل در سال ۱۹۸۲ از دانشگاه تورنتو کسب کرد.
او به زبان‌های انگلیسی، فرانسوی مسلط است و مقداری فارسی می‌داند.

## زندگی حرفه‌ای
از سال ۱۹۸۳ تا سال ۱۹۸۸ دوست به عنوان یک خبرنگار آزاد در غرب آفریقا برای رسانه‌های کانادا و برای بی‌بی‌سی کار می‌کرد. دوست در سال ۱۹۸۸گزارش‌هایی از پاکستان تهیه می‌کرد و در کابل از اواخر سال ۱۹۸۸ تا پایان سال ۱۹۸۹ برای پوشش خبری خروج نیروهای نظامی شوروی وپیامدهای آن استوار بود. او خبرنگار بی‌بی‌سی در اسلام‌آباد از سال ۱۹۸۳ تا سال ۱۹۸۹بود. وی همچنین در آن سال‌ها گزارش‌هایی در رابطه با ایران و افغانستان تهیه می‌کرد. او از سال ۱۹۹۵ تا سال ۱۹۹۹ در اورشلیم سکونت داشت و در این سال‌ها به سراسر خاورمیانه سفر کرده‌است. در سال ۱۹۹۹ او به تیم مجریان شبکه بی‌بی‌سی پیوست اما همچنان در زمینه تهیه گزارش نیز فعالیت می‌کرد.
لیز دوست اغلب گزارش‌های خود را از حوزه مستقر شده در صحنهٔ اتفاق حادثه ارائه می‌کند و به مصاحبه با افراد کلیدی می‌پردازد. او نقش رئیس گروه تهیهٔ گزارش‌های بی‌بی‌سی در پوشش سراسری بهار عربی در کشورهایی نظیر مصر، تونس، لیبی و... را بر عهده داشته‌است. وی تمامی جنگ‌های بزرگ در خاورمیانه را دهه ۱۹۹۰ پوشش داده است. دوست از اواخر دهه ۱۹۸۰ بازدیدهای مکرری به پاکستان و افغانستان داشته و پس از بلایای طبیعی عمده از جمله سونامی اقیانوس هند در سال ۲۰۰۴ کار او را به هند و اندونزی متمرکز کرده‌است.

## سایر فعالیت‌ها
دوست یک عضو شورای مؤسسه سلطنتی امور بین‌الملل چتم هاوس (Chatham House)بوده‌است و در حال حاضر عضو شورای بین‌المللی حقوق بشر(ICHR)مستقر در ژنو می‌باشد. او هم چنین در گروه Aschiana UK که از کودکان کار خیابانی در افغانستان حمایت می‌کند نقش دارد.

## جوایز
1. دوست به همراه دیوید بلوم در سال ۲۰۱۰ برای فیلمش در مورد مرگ ومیر مادران در افغانستان جایزه دریافت کردند. تهیه کنندگان این فیلم Melanie Marshall،Shoaib Sharifiو تصویر بردار این فیلمTony Joliffe بود. در همان سال او برنده بهترین خبرنگار اخبار شد و موفق به کسب یکی از جایزه‌های بنیاد Sony Radio Academy Awards شد.
2. در سال ۲۰۰۷ او به عنوان شخصیت تلویزیونی حرفه‌ای توسط انجمن سخن پراکنی بین‌المللی معرفی شد. او همچنین از سازمان زنان در فیلم وتلویزیون جایزه دریافت کرده‌است.
3. در سال ۲۰۰۳ او به دلیل مصاحبه با یاسر عرفات در رام‌الله جایزه نقره‌ای سونی را از آن خود کرد.
4. در سال ۲۰۰۲ او فقط به عنوان روزنامه‌نگار، حامد کرزی رئیس‌جمهور افغانستان را در عروسی برادرش همراهی می‌کرد، جایی که در آن جا بمب‌گذاری اتفاق افتاده بود. لیز دوست و تیمش بعداً نامزد دریافت جایزه جامعه تلویزیونی سلطنتی به خاطر پوشش ویژه آن اخبار، شدند. دوست در ماه آوریل ۲۰۱۱ آخرین مصاحبه احمد ولی کرزی را کمی قبل از ترورش با او انجام داد.[۶]
5. دارای دکترای افتخاری در قانون مدنی از دانشگاه کالج کینگ در هلیفکس و نووا اسکوشیا
6. دارای دکترای افتخاری از دانشگاه نیوبرانزویک (در سال۲۰۰۶).[۷]
7. وی همچنین مدرک دکتری افتخاری حقوق از دانشگاه کالج در دانشگاه تورنتو را (در سال ۲۰۰۹)کسب کرد.[۸]
8. دکتری افتخاری روزنامه‌نگاری از دانشگاه مونکتون(de Moncton)در بریتانیا،
9. و دارای دکتری افتخاری از دانشگاه یورک در سال ۲۰۱۱